# Sven Nykvist
Sven Vilhem Nykvist (* 3. Dezember 1922 in Moheda, Gemeinde Alvesta; † 20. September 2006 in Stockholm) war ein schwedischer Kameramann und Filmregisseur. Er war an vielen Filmen von Ingmar Bergman beteiligt und für Werke von Woody Allen, Louis Malle, Andrei Tarkowski sowie zwischen Ende der 1950er und Anfang der 1960er Jahre mehrere deutsche Filme von Kurt Hoffmann tätig.

## Leben und Werk

### Frühe Jahre
Sven Nykvist wurde als Sohn einer in Belgisch-Kongo tätigen Missionarsfamilie geboren. Er wuchs bei streng lutherisch geprägten Verwandten auf, da seine Eltern nur alle vier Jahre ihre schwedische Heimat besuchten. Als Nykvist 10 Jahre alt war, kehrten seine Eltern aus Afrika zurück und zogen mit ihren Kindern nach Rönninge in der Provinz Stockholms län. Er interessierte sich für die große Dia- und Fotosammlung seines Vaters und kaufte sich mit 15 Jahren seine erste 8-Millimeter-Kamera. 1941, mit 19 Jahren, wurde er Schwedens jüngster Kameraassistent. 1945 gab er mit Barnen från Frostmofjället sein Debüt als erster Kameramann und drehte in den nächsten zehn Jahren 30 Filme mit verschiedenen schwedischen Regisseuren. Nach eigener Aussage beeindruckten ihn insbesondere die Bildkompositionen Alf Sjöbergs. 1952 war er Co-Regisseur und zweiter Kameramann im Spielfilm Unter dem Kreuz des Südens, der in Belgisch-Kongo spielt und auf den Erfahrungen seiner Eltern in Afrika beruht.

### Zusammenarbeit mit Ingmar Bergman
1953 drehte er einige Szenen für Ingmar Bergmans Abend der Gaukler, da der ursprünglich verpflichtete Kameramann nicht für die komplette Drehzeit zur Verfügung stand. Die zweite Arbeit für Bergman war Die Jungfrauenquelle (1960). Mit Wie in einem Spiegel (1961) löste Nykvist Gunnar Fischer als Bergmans Stammkameramann ab, mit dem er bis Nach der Probe (1983) ununterbrochen zusammenarbeitete. Filme wie Licht im Winter (1962) und Schreie und Flüstern (1973) zählen nach Meinung vieler Kritiker zu Nykvists Meisterwerken seiner Bildkunst. Licht im Winter war einer von Nykvists ersten bewussten Versuchen, das Licht als zentrales Gestaltungsmittel einzusetzen. Die Anregung dazu erhielt er, als er zusammen mit Bergman in einer Kirche saß und den ganzen Tag lang das Spiel von Licht und Schatten auf den Wänden und Fenstern beobachtete. Mit einer Ausnahme entstanden alle ihre gemeinsamen Filme bis Ende der 1960er Jahre im Schwarzweißformat, ab Passion (1969) setzten sie Farbe als bewusstes dramaturgisches Element ein.
1973 erhielt Nykvist für Schreie und Flüstern einen Oscar für die Beste Kamera, 1983 einen zweiten für Fanny und Alexander.

### Weitere Arbeiten
Neben Bergman arbeitete Nykvist für international renommierte Regisseure wie Bergman-Verehrer Woody Allen, Louis Malle, Andrei Tarkowski, Richard Attenborough, Roman Polański und seinen Landsmann Lasse Hallström. Für Tarkowskis Film Opfer erhielt er 1986 einen Sonderpreis auf den Internationalen Filmfestspielen von Cannes, für Die unerträgliche Leichtigkeit des Seins von Philip Kaufman 1989 erneut eine Oscarnominierung.
Nachdem bei ihm 1998 Aphasie diagnostiziert worden war, zog er sich aus dem Filmgeschäft zurück. 2006 starb er im Alter von 83 Jahren. Nykvists Ehefrau Ulrika starb bereits 1982. Die beiden hatten einen Sohn, Carl-Gustaf, der 2000 einen Dokumentarfilm über seinen Vater drehte.

## Zitate
„Für mich ist Licht zur Passion meines Lebens geworden.“

„Die Wahrheit einer Geschichte liegt stets in den Augen einer Figur. Es ist sehr wichtig, das Licht so zu setzen, dass das Publikum erblickt, was hinter den Augen der Figur vorgeht.“

„Nykvist ist technisch gesehen ungeheuer geschickt, einer der geschicktesten der Welt. Ein Zeichen seines Könnens ist, dass er mit drei Lampen und etwas Folie arbeiten kann. Worauf es ankommt, ist doch gerade, dass man eine Masse unnützer technischer Komplikationen eliminiert und damit die Maschinerie auf das Notwendigste reduziert.“

„Manchmal betrauere ich, keine Filme mehr zu machen, und mehr als alles andere vermisse ich die Arbeit mit Sven Nykvist. Vielleicht weil wir beide so gefangen waren von den Problemen des Lichts, dieses zärtlichen, gefährlichen, traumhaften, lebenden, toten, klaren, nebligen, heißen, grausamen, nackten, plötzlichen, frühlingshaften, fallenden, geraden, schiefen, sinnlichen, gedämpften, giftigen, beruhigenden, fahlen Lichts.“

„Nykvists unsichtbare Lichtsetzung ließ einen Spielfilm so authentisch erscheinen wie einen Dokumentarfilm.“

## Filmografie
Nykvists Œuvre umfasst insgesamt 120 Filme.

### Kamera (Auswahl)
- 1945: Die Kinder vom Wildbachfelsen (Barnen från Frostmofjället) – Regie: Rolf Husberg
- 1950: Wir sind füreinander bestimmt (Rågens rike) – Regie: Ivar Johansson
- 1953: Abend der Gaukler (Gycklarnas afton) – Regie: Ingmar Bergman
- 1954: Karin Mansdotter (Karin Månsdotter) – Regie: Alf Sjöberg
- 1956: Der Herr von Tjurö (Storm över Tjurö) – Regie: Arne Mattsson
- 1958: Laila – Liebe unter der Mitternachtssonne (Laila) – Regie: Rolf Husberg
- 1959: Der Engel, der seine Harfe versetzte – Regie: Kurt Hoffmann
- 1960: Die Jungfrauenquelle (Jungfrukällan) – Regie: Ingmar Bergman
- 1960: Lampenfieber – Regie: Kurt Hoffmann
- 1960: De sista stegen – Regie: John Cromwell
- 1961: Die Ehe des Herrn Mississippi – Regie: Kurt Hoffmann
- 1961: Wie in einem Spiegel (Såsom i en spegel) – Regie: Ingmar Bergman
- 1961: Mörderspiel – Regie: Helmuth Ashley
- 1962: Schneewittchen und die sieben Gaukler – Regie: Kurt Hoffmann
- 1963: Das Schweigen (Tystnaden) – Regie: Ingmar Bergman
- 1963: Licht im Winter (Nattvardsgästerna) – Regie: Ingmar Bergman
- 1964: Ach, diese Frauen (För att inte tala om alla dessa kvinnor) – Regie: Ingmar Bergman
- 1966: Persona – Regie: Ingmar Bergman
- 1968: Schande (Skammen) – Regie: Ingmar Bergman
- 1968: Die Stunde des Wolfs (Vargtimmen) – Regie: Ingmar Bergman
- 1969: Passion (En passion) – Regie: Ingmar Bergman
- 1969: Der Ritus (Riten) – Regie: Ingmar Bergman
- 1970: Erste Liebe – Regie: Maximilian Schell
- 1971: Wen die Meute hetzt (The Last Run) – Regie: Richard Fleischer
- 1971: The Touch (Beröringen) – Regie: Ingmar Bergman
- 1971: Lockfågeln – Regie: Torgny Wickman
- 1972: Schreie und Flüstern (Viskningar och rop) – Regie: Ingmar Bergman
- 1972: Siddhartha – Regie: Conrad Rooks
- 1973: Szenen einer Ehe (Scener ur ett äktenskap) – Regie: Ingmar Bergman
- 1974: Die Uhr läuft ab (Ransom) – Regie: Caspar Wrede
- 1975: Die Zauberflöte (Trollflöjten) – Regie: Ingmar Bergman
- 1975: Black Moon (Svart måne) – Regie: Louis Malle
- 1975: Der Mieter (Le Locataire) – Regie: Roman Polański
- 1976: Von Angesicht zu Angesicht (Ansikte mot ansikte) – Regie: Ingmar Bergman
- 1977: Das Schlangenei – Regie: Ingmar Bergman
- 1978: Herbstsonate (Höstsonaten) – Regie: Ingmar Bergman
- 1978: Pretty Baby – Regie: Louis Malle
- 1978: König der Zigeuner (King of the Gypsies) – Regie: Frank Pierson
- 1979: Auf ein Neues (Starting Over) – Regie: Alan J. Pakula
- 1980: Aus dem Leben der Marionetten (Ur marionetternas liv) – Regie: Ingmar Bergman
- 1981: Wenn der Postmann zweimal klingelt (The Postman Always Rings Twice) – Regie: Bob Rafelson
- 1982: Fanny und Alexander (Fanny och Alexander) – Regie: Ingmar Bergman
- 1983: La tragédie de Carmen – Regie: Peter Brook
- 1983: Nach der Probe (Efter repetitionen) – Regie: Ingmar Bergman
- 1984: Eine Liebe von Swann – Regie: Volker Schlöndorff
- 1985: Agnes – Engel im Feuer (Agnes of God) – Regie: Norman Jewison
- 1986: Opfer (Offret) – Regie: Andrei Tarkowski
- 1988: Die unerträgliche Leichtigkeit des Seins (The Unbearable Lightness of Being) – Regie: Philip Kaufman
- 1988: Katinka (Ved vejen bzw. Vid vägen) – Regie: Max von Sydow
- 1988: Eine andere Frau (Another Woman) – Regie: Woody Allen
- 1989: New Yorker Geschichten (New York Stories) – Regie: Woody Allen, Martin Scorsese, Francis Ford Coppola
- 1989: Verbrechen und andere Kleinigkeiten (Crimes and Misdemeanors) – Regie: Woody Allen
- 1992: Chaplin – Regie: Richard Attenborough
- 1993: Schlaflos in Seattle (Sleepless in Seattle) – Regie: Nora Ephron
- 1993: Gilbert Grape – Irgendwo in Iowa (What's Eating Gilbert Grape) – Regie: Lasse Hallström
- 1994: Nur für Dich (Only You) – Regie: Norman Jewison
- 1994: Ein genialer Freak (With Honors) – Regie: Alek Keshishian
- 1995: Power of Love (Something to Talk About) – Regie: Lasse Hallström
- 1995: Kristin Lavrans Tochter (Kristin Lavransdatter) – Regie: Liv Ullmann
- 1994: Lifesavers – Die Lebensretter (Mixed Nuts) – Regie: Nora Ephron
- 1996: Enskilda samtal – Regie: Liv Ullmann
- 1998: Celebrity – Schön. Reich. Berühmt. (Celebrity) – Regie: Woody Allen

### Regie
- 1952: Unter dem Kreuz des Südens – auch Drehbuch, Co-Regie: Olof Bergström
- 1956: Gorilla – Co-Regie: Lars-Henrik Ottoson
- 1965: Lianbron
- 1978: En och en – Co-Regie: Erland Josephson und Ingrid Thulin
- 1991: Der Ochse (Oxen) – auch Drehbuch

### Über Sven Nykvist
- 2000: Ljuset håller mig sällskap – Regie: Carl-Gustaf Nykvist

## Auszeichnungen (Auswahl)
- Schreie und Flüstern: Oscar für die Beste Kamera 1974
- Fanny und Alexander: Oscar für die Beste Kamera 1984
- Opfer: Sonderpreis bei den Internationalen Filmfestspielen von Cannes 1986
- Die unerträgliche Leichtigkeit des Seins: Oscarnominierung für die Beste Kamera 1988
- Der Ochse: Oscarnominierung für den Besten fremdsprachigen Film 1992
- Goldener Frosch für sein Lebenswerk auf dem Filmfestival Camerimage 1993
- ASC Lifetime Achievement Award 1996

2003 wurde er bei einer Umfrage der International Cinematographers Guild unter ihren Mitgliedern in die Top 11 der wichtigsten Kameramänner der Filmgeschichte gewählt.